# Левицький Володимир Йосипович
Володи́мир Йо́сипович Леви́цький гербу Рогаля (19 (31) грудня 1872, Тернопіль — 13 липня 1956, Львів) — український математик. Доктор філософії. Професор Львівського університету. Голова, дійсний член НТШ.

## Життєпис

### Родовід
Прадід Володимира Левицького — отець Григорій — був свояком кардинала Михайла Левицького. Григорій Левицький прибув до Галичини в другій половині 18 століття з України. Дід Володимира Левицького — Стефан — також був священником. А вже батько — Йосип Левицький — закінчив правничий факультет Львівського університету, працював австрійським судовиком, став гофратом при найвищому трибуналі у Відні.
У шлюбі з Серафимою Ілевич Йосип Левицький мав чотирьох синів: Романа, Маріяна, Володимира та Юліяна. Усі вони закінчили Львівський університет. Роман був правником, Маріян помер у молодому віці, Юліян став істориком, у міжвоєнний час працював директором української гімназії в Тернополі.

### Дитинство
Володимир Левицький народився 31 грудня 1872 року в Тернополі у сім'ї юриста. Сім'я була наполовину польською, наполовину українською.
Коли Володимирові минуло 5 років, померла мати. Тоді родина Левицьких переїхала з Тернополя до Золочева. Там у 5 з половиною років Володимир пішов до першого класу чотирирічної народної школи, так званої «штуби». 1882 року він вступив до Золочівської гімназії, в якій закінчив чотири класи.
У Золочеві по сусідству з Левицькими жили отець Єзерський та радник Рожанковський із дружиною Шухевичівною — відомі українські патріоти. Вони вдома розмовляли українською мовою, мали українські часописи та книжки. Спілкування з цими людьми, а також часті відвідини українського театру в Золочеві, за словами Володимира Левицького, «розвивали в мені і моїх братів несвідому ще українську ідею».
Далі Володимир навчався в Тернопільській гімназії. Про її викладачів він писав у спогадах: «Математики в Тернополі вчили мене великі учителі, педагоги, що розвинули в мені охоту до „цариці усіх наук“. Се був директор доктор Дністрянський, а по його відході до Львова професор Плешкевич. Тому нічим дивного, що я, який побивався між замилуванням до філології і математики, вибрав вже в VI класі математику і остав їй вірний на все».
Улітку 1889 року Левицькі переїхали до Львова. Тут записався до польськомовної гімназії Франца Йозефа, яку наступного року закінчив з відзнакою.

### Навчання в університеті та викладацька діяльність
Від 1890 року, після закінчення гімназії у Львові з польською мовою навчання, навчався на філософському факультеті Львівського університету. 1895 року склав іспит на звання вчителя математики та фізики в середніх школах.
У 1894—1918 роках викладав у державних та приватних гімназіях (австрійських, українських і польських)[джерело?] у Тернополі та Львові.
Восени 1901 року В. Левицький захистив докторську дисертацію з теорії аналітичних функцій, здобув у Львівському університеті ступінь доктора філософії та отримав державну стипендію для наукового стажування в Німеччині (у Берліні та Геттінгені), де впродовж двох років слухав лекції таких відомих математиків, як Ф. Кляйн, Д. Гільберт, І. Фукс та ін.
Оскільки Левицький був українцем, уряд Польщі не допускав його до роботи в університеті. У 1920—1925 роках викладав математику в Таємному українському університеті.
Від 1939 року (з перервою на війну) працював у Львівському університеті. Брав участь в організації фізико-математичного факультету цього вишу. 1940 року Левицького затвердили у вченому званні професора.

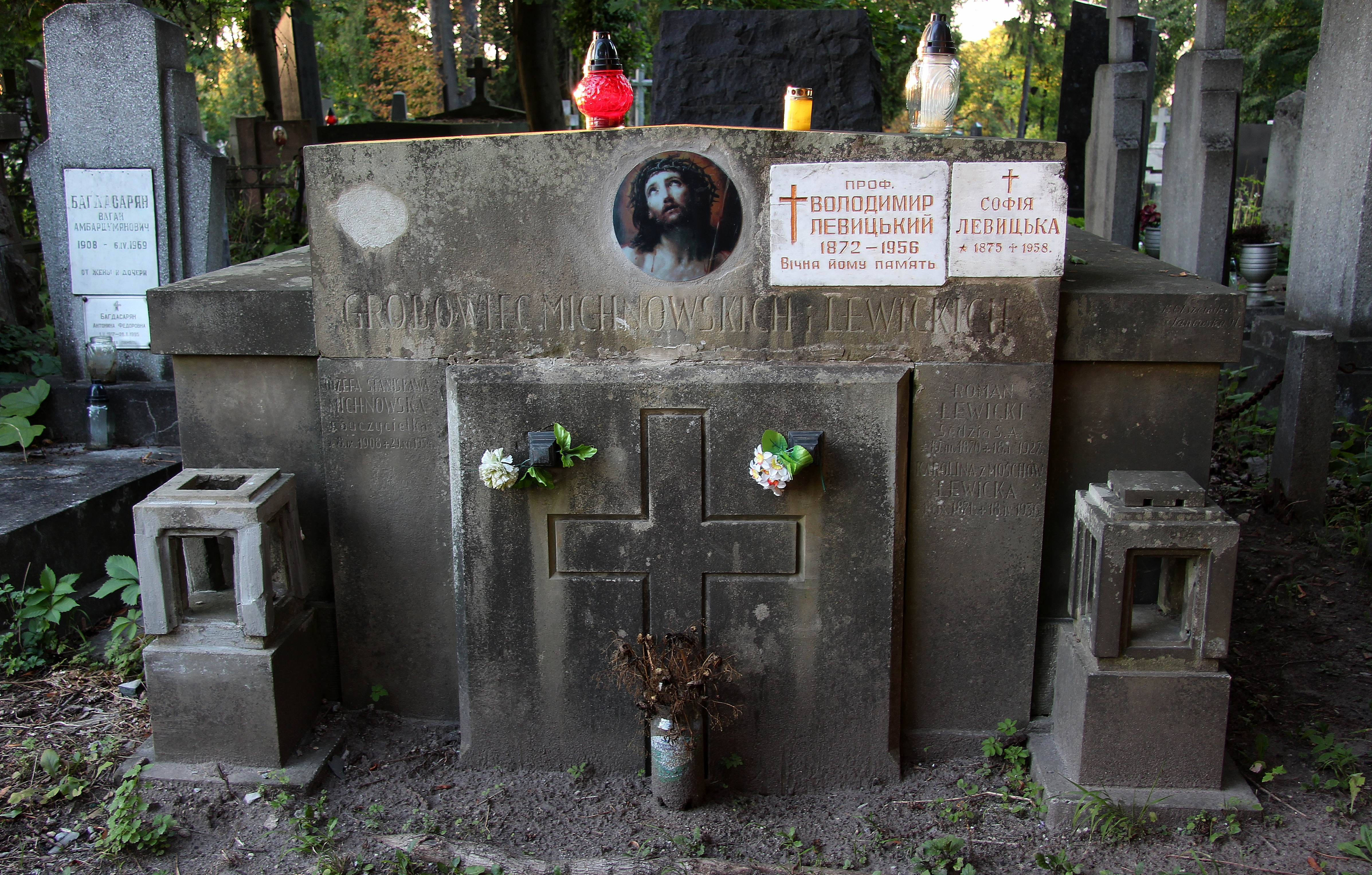
Гробівець родин Михайловських і Левицьких

Помер 13 липня 1956 року у Львові. Похований на 71 полі Личаківського цвинтаря.

## Наукова діяльність
Першу статтю Володимира Левицького з вищої математики українською мовою — «Про симетричні вираження функцій по модулю m» — надруковано 1894 року. А до того вона рік пролежала у видавництві «Записок НТШ», адже малоймовірним здавалося, що за браком української математичної термінології можна видавати українською мовою статті з вищої математики .
Автор праць із теорії аналітичних функцій, диференціальних та інтегральних рівнянь, алгебри, геометрії, теоретичної фізики, астрономії.
Написав близько 100 наукових праць, а також опублікував багато науково-популярних статей і перекладів. Друкував праці українською, польською, німецькою, французькою, англійською та іспанською мовами. Основною ділянкою наукової роботи Левицького була теорія аналітичних функцій. Написав два підручники: з алгебри (у співавторстві з Петром Огоновським) та фізики.
Зібрав і впорядкував матеріали з української математичної, фізичної, астрономічної, хімічної термінологій.
Майже вся наукова та громадська робота Левицького проходила в Науковому товаристві імені Тараса Шевченка. Був членом Польського астрономічного товариства, Французького, Німецького наукових товариств та гуртка математиків у Палермо.

## Вшанування
Ім'ям Володимира Левицького названа Тернопільська загальноосвітня школа № 16.